# Dag Esrum-Hellerup
Dag Henrik Esrum-Hellerup (født 19. juli 1803 i Aarhus, død 8. september 1891 i Græsted) var en opdigtet dansk fløjtenist, komponist og dirigent.
Esrum-Hellerup blev første gang nævnt af Robert Layton i det ansete musikleksikon New Grove's Dictionary fra 1980, hvor han nævnes som elev af Kuhlau og som komponist til operaen Alys og Elvertøj. Han skulle desuden have planlagt en opførelse af Richard Wagners Parsifal i Esbjerg og Göteborg. Hans død sagdes at være under en friluftopførelse af Wagners opera, Den flyvende Hollænder på Esrum Sø.
Det falske opslag i leksikonet blev opdaget, og artiklen om Esrum-Hellerup blev fjernet i senere oplag af New Grove.
Den danske organist Henrik Palsmar grundlagde i 1983 et amatørkor opkaldt efter Esrum-Hellerup.